# 孫曉嵐
孫曉嵐（英語：Althea Suen Hiu-nam；1995年11月8日—），香港本土派人士，前香港大學學生會會長。

## 簡歷
孫曉嵐於2007年至2013年間就讀華英中學，在校時曾是該校學生會會長。於2016年度出任香港大學學生會會長，亦是首名任內表明支持香港獨立的香港大學學生會會長。會長任期內被香港政府委任為防止學生自殺委員會委員，為會中唯一的學生成員。

## 爭議
2011年8月，十五歲的孫曉嵐目擊港府處事不公，施政未有關注社會所有人的需要，她夢想將來成為一名議員，決意日後升大學修讀政治及行政學，為社會爭取平等公義。
2019年8月30日，孫曉嵐友人代孫於Facebook出帖文，指2019年8月29日清晨，有警察上門以涉嫌「串謀摧毀及損壞財產」與「進入或逗留會議廳範圍」拘捕她，並出示搜查令，當時孫曉嵐不在家，而孫曉嵐於2019年8月30日下午兩時半已由律師陪同到灣仔警察總部。2020年6月9日，孫曉嵐在 fb 發文，「6 月 9 日反送中運動一周年，剛接到律師通知就七一立會案我的控罪會由『進入或逗留在會議廳範圍』改為暴動。」。2023年5月29日孫曉嵐在暴動罪（案件編號：DCCC 606/2020, DCCC 607/2020, DCCC 608/2020, DCCC 609/2020, DCCC 610/2020, DCCC 1069/2020, DCCC 259/2021）開審前認罪。
2024年3月16日，西九龍裁判法院判處孫曉嵐入獄4年9個月。